# Ernst Wülcker
Ernst Wülcker (* 24. August 1843 in Frankfurt am Main; † 16. September 1895 in Weimar) war ein deutscher Germanist, Historiker und Archivar.

## Leben
Friedrich Ernst Wülcker war der Sohn eines wohlhabenden Silberwarenhändlers. Sein Vater war der Inhaber der Silberwarenhandlung J. H. P. Schott Söhne in Frankfurt am Main. Ernsts jüngerer Bruder war der spätere Professor für englische Sprache und Literatur an der Universität Leipzig Richard Wülcker (er schrieb sich ab 1884 Wülker). Durch ihren Vater wurde bei beiden schon früh das Interesse für Literatur und Wissenschaft geweckt. Im Elternhaus befand sich auch eine umfangreiche Bibliothek.
Ernst Wülcker besuchte zunächst die unteren Klassen der Musterschule in seiner Heimatstadt und erhielt Privatunterricht von Adolf Torstrik. Seit Ostern 1856 ging er auf das Frankfurter Gymnasium. Von 1862 bis 1865 studierte Wülcker Klassische Philologie und Germanistik an der Universität Göttingen und bis Ostern 1868 an der Universität in Leipzig. Zwei Wintersemester verbrachte er zusammen mit Lorenz Diefenbach mit sprachwissenschaftlichen Studien in seinem Elternhaus. In Göttingen gehörte er der Burschenschaft Brunsviga an und redigierte die Bierzeitung. In Leipzig beschäftigte er sich noch intensiv mit Sanskrit. 1868 promovierte er an der Leipziger Universität mit der Dissertation Beobachtungen auf dem Gebiete der Vocalschwächung im Mittel-Binnendeutschen, bes. im Hessischen und Thüringischen. Seine Untersuchungen über die älteren mitteldeutschen Dialekte setzte Wülcker in Marburg und Frankfurt am Main fort.
In Frankfurt sollte er als präsumtiver Nachfolger von Georg Ludwig Kriegk am Frankfurter Stadtarchiv angestellt werden. Wülcker lehnte zunächst ab, da er sich an der Leipziger Universität habilitieren wollte. Später verzichtete er auf eine akademische Laufbahn und trat 1870 als Sekretär in das Frankfurter Archiv ein. Während seiner Tätigkeit am Frankfurter Stadtarchiv publizierte er in den Neujahrsblättern des Vereins für Geschichte und Alterthumskunde zu Frankfurt Aufsätze über die Urkunden und Schreiben betreffend den Zug der Armagnaken 1439—1444 (Frankfurt 1873) und Urkunden und Akten betreffend die Belagerung der Stadt Neuß am Rheine 1474—1475 (Frankfurt 1877). Ebenfalls in der Frankfurter Zeit begonnen und nach elfjähriger Arbeit vollendet wurde das mit Lorenz Diefenbach gemeinsam unternommene Hoch- und niederdeutsche Wörterbuch der mittleren und neueren Zeit, dass auch im Rahmen der Documenta linguistica (Reihe 3. Wörterbücher des 19. und 20. Jahrhunderts) erschien. Für das Wörterbuch, für das er die Buchstaben D bis Z bearbeitete, wertete er Archivalien, Handschriften und seltene Druckwerke des 14. bis 18. Jahrhunderts aus. Er konnte dabei auf Quellen aus der Stadtbibliothek und dem Stadtarchiv in Frankfurt zurückgreifen, wobei er auch die mitteldeutschen, insbesondere die fränkischen, Mundarten berücksichtigte.
1875 wurde Wülcker erster Archivsekretär am Geheimen Haupt- und Staatsarchiv zu Weimar. Im gleichen Jahr heiratete er Bertha Fenner, die Tochter eines Obergerichtsrates in Weimar. 1877 wurde er zum Archivar und 1888 zum Archivrat befördert. In Weimar begann seine Mitarbeit am Deutschen Wörterbuch der Brüder Grimm. Er übernahm von 1886 bis 1895 die Bearbeitung des Buchstabens V des 12. Bandes. Von der deutsch-romanischen Sektion der 37. Philologenversammlung in Dessau 1884 wurde Wülcker zusammen mit Max Rieger und Hermann Paul in eine philologische Prüfungskommission der deutschen Probebibel gewählt, zu der er 1885 ein Gutachten einreichte (Gutachten über die Probebibel, Halle 1885). Als Autor für die Allgemeine Deutsche Biographie schrieb er zahlreiche Beiträge, hauptsächlich Biografien der sächsischen Herzöge.
Ernst Wülcker starb am 16. September 1895, im Alter von 52 Jahren, in Weimar an einem Schlaganfall. Bereits 1894 hatte er einen leichten Schlaganfall, der ihn Zwang einen längeren Urlaub zu nehmen. Seine Studien und Erfahrungen auf dem Gebiet der Archivwissenschaft hat er in einem Werk zusammengefasst, dessen Vollendung er nicht mehr erlebte: Urkundenausfertigung und Urkundensprache der ernestinischen Kurfürsten. Wülckers Nachlass umfasste weitere sprachwissenschaftliche, archivalische und lexikalische Arbeiten, unter anderem die unvollendeten Manuskripte zu einer groß angelegten Grammatik des Frankfurter Stadtdialects.

## Veröffentlichungen (Auswahl)
- 25. Deutsches Wörterbuch. V – verzwunzen. als Bearbeiter, DTV, München 1999; ISBN 3-423-59045-9.
- Berichte aus dem Reichsregiment in Nürnberg 1521–1523. Teubner, Leipzig 1899. bzw. Olms, Hildesheim 1979; ISBN 3-487-06843-5.
- Hoch- und niederdeutsches Wörterbuch der mittleren und neueren Zeit. zusammen mit Lorenz Diefenbach, Schwabe, Basel 1885. bzw. Olms, Hildesheim 1965.
- Die Entstehung der kursächsischen Kanzleisprache. Frommann, Jena 1878.
- Urkunden und Akten betreffend die Belagerung der Stadt Neuss am Rheine 1474–1475. Verein für Geschichte und Alterthumskunde, Frankfurt am Main 1877.
- Urkunden und Schreiben betreffend den Zug der Armagnaken. 1439–1444. Verein für Geschichte und Alterthumskunde, Frankfurt am Main 1873.